# Cora Gooseberry

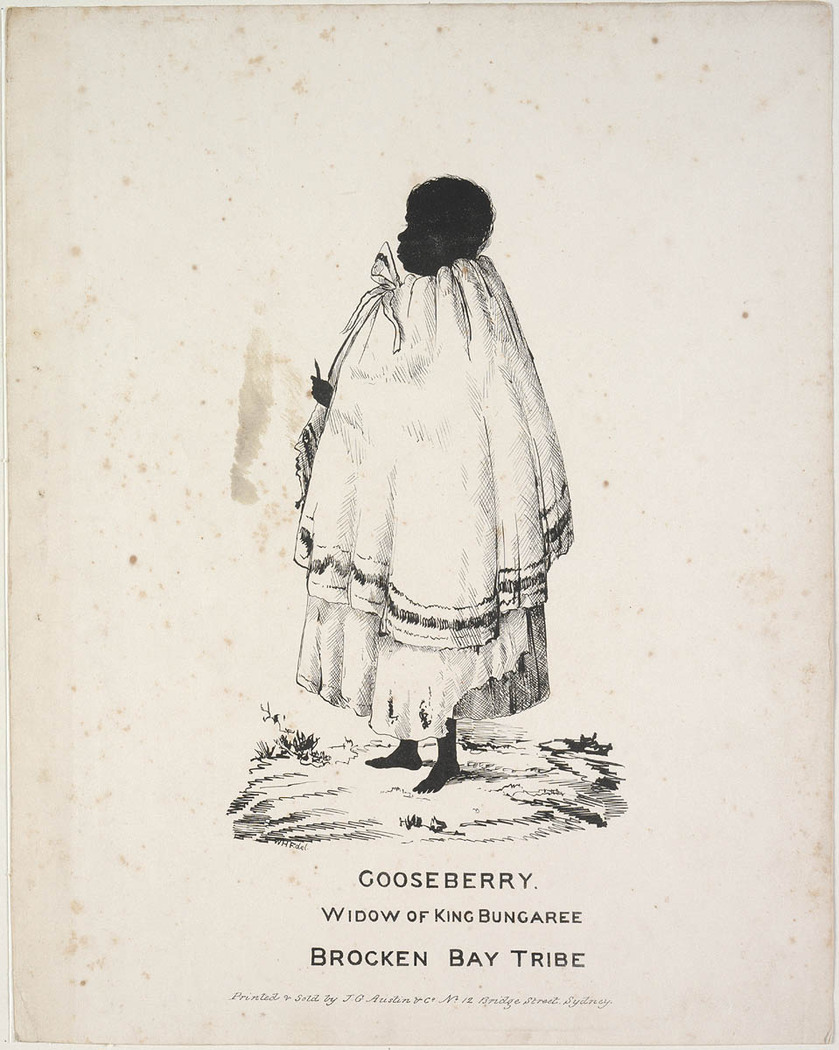
Cora Gooseberry, Witwe des Königs Bungaree, 1836

Cora Gooseberry (* 1777 in New South Wales, Australien; † 30. Juli 1852 in Sydney, Australien) war eine australische Aborigine-Frau. Sie war bekannt als Queen of Sydney and Botany und Queen of Sydney to South Head und wurde oft in einer von der Regierung ausgestellten Decke gewickelt gesehen. Ihre Markenzeichen waren diese Decke und ein Kopftuch sowie eine Tonpfeife, die sie gewöhnlich rauchte.

## Leben und Werk
Gooseberry wurde als Baringan Caroo als die Tochter des Murro-ore-dial Clanführers Moorooboora (auch bekannt als Maroubra (circa 1758 bis 1798)) geboren. Nach ihrer Heirat mit dem Elder Bungaree nannte sie sich Königin Cora Gooseberry, war Clan-Monarchin und Bewahrerin für kulturelles Wissen. Ihr Mann starb 1830.
1842 bemerkte sie der Entdecker John Frederick Mann zum ersten Mal in Brisbane Water und sah, dass sie außer einer alten Strohhaube wenig bekleidet war. 1844 trug sie in einem Bleistiftporträt von Charles Rodius ein einfaches Kleid. Im Juli 1844 berichtete die Zeitschrift Australian, dass sie das Regierungsgebäude besuchte und ihren Strohhut und ein neues rosa Gewand von sehr merkwürdiger Verarbeitung trug.
Als sie 1845 den Künstler George French Angas in Camp Cove traf, erzählte sie ihm von der Reaktion ihres Vaters auf die erste Flotte von Schiffen, die 1788 in der Botany Bay erschien. Da die Anwohner noch nie Schiffe gesehen hatten und dachten, es wären riesige Seemonster, rannten sie in den Busch, bis sie einen 20 Meilen entfernten Ort erreichten, wo sie sich in den Bäumen versteckten. Im Juli 1845 nahm Gooseberry Angas und den Polizeikommissar Miles im Austausch gegen Mehl und Tabak auf eine Tour zu den Felszeichnungen der Aborigines in North Head mit und erzählte ihnen alles, was sie von ihrem Vater über die Orte gehört hatte.
Sie lagerte mit Ricketty Dick, Jackey Jackey, Bowen Bungaree und anderen Aborigines auf der Straße vor den Hotels in Sydney. So auch vor einem Hotel, mit dessen Besitzer Edward Borton sie sich anfreundete. Dieser ließ sie im Sydney Arms Hotel nachts schlafen, wo sie schließlich im Alter von 75 Jahren tot aufgefunden wurde. Borton bezahlte einen Grabstein und ihre Beerdigung im presbyterianischen Teil des Devonshire Street Cemetery, wo jetzt der Sydney Hauptbahnhof liegt. Ihr Grabstein wurde auf den Pioneers Cemetery neben dem Botany Cemetery verlegt.
Das 1846 von Angas in der Egyptian Hall in London ausgestellte Aquarell Old Queen Gooseberry, Widow of Bungaree wird im South Australian Museum in Adelaide aufbewahrt. Ihre Porträts von Charles Rodius und William Henry Fernybough von 1834 und eine Messinghalskette befinden sich in der Mitchell Library in der State Library of New South Wales. Eine weitere Halskette mit der Gravur GOOSEBERRY Queen of Sydney to South Head befindet sich im Australian Museum in Sydney.